# Maasbree

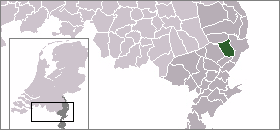
Maasbrees läge

Maasbree är en historisk kommun i provinsen Limburg i Nederländerna. Kommunens totala area är 49,93 km² (där 0,45 km² är vatten) och invånarantalet är på 12 825 invånare (2005).